# Герб Рені
Герб Рені — офіційний символ міста Рені Одеської області, затверджений в 2017 р. рішенням № 0002-VII двадцять першої сесії Ренійської міської ради.
В основу герба покладено знак, розроблений в 1969 році, із зображенням якоря, корабля та виноградного грона. Раніше він був неофіційним символом міста-порту.

## Опис
Щит розтятий на лазурове та зелене поле, поверх всього посередині золотий адміралтейський якір із штоком, який супроводжується праворуч срібним судном і
ліворуч золотим гроно винограду з листком.
Щит розміщений у золотому картуші та увінчаний срібною міською мурованою короною з трьома зубцями.

## Значення символів
Якір і судно символізують морський порт - найбільший транспортний вузол, завдяки якому місто Рені з провінційного містечка перетворився на свого часу в індустріально розвинений і динамічно розвивається районний центр.
Традиційні заняття мешканців регіону виноградарством і виноробством відображає гроно винограду. Виноград - одна з найважливіших культур в Бессарабії, символізує виноробство.
Лазуровий (синій) колір є символом краси, гідності та величі. Зелений колір символізує родючість землі, відродження та процвітання сільського господарства. 
Герб розміщений у золотому картуші, який рекомендовано Українським геральдичним товариством, та прикрашений срібною міською короною, яка вказує на статус міста.

## Історія

### Герб румунського періоду

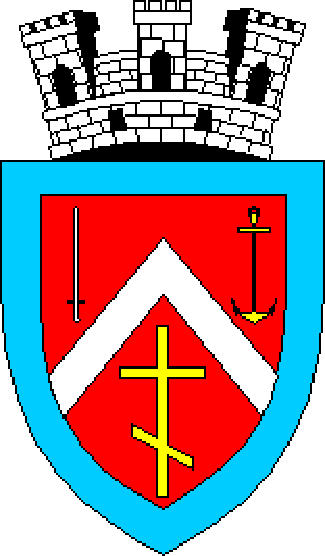
Герб міста, розроблений у 1932 році

Герб румунського періоду затверджений 1932 р. Щит оперезує лазурова облямівка. В червоному полі - срібна кроква, під якою золотий хрест. Над кроквою меч, зліва - золотий якір. Щит увінчаний срібною міською короною з трьома вежками.

### Герб радянського періоду

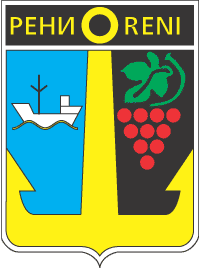
Знак розроблений в 1969 році

В 1969 році було розроблено знак міста. За інформацією Української геральдики затверджений 7 березня 1991р. Щит розтятий золотим якорем на лазурове і чорне поля. В першому полі - срібний корабель на золотій хвилі. В другому - червоне гроно винограду з зеленим листком. Чорна глава обтяжена золотими назвами міста російською та румунською мовами.